# William King (guvernör)
William King, född 9 februari 1768 i Scarborough, Massachusetts (i nuvarande Maine), död 17 juni 1852 i Bath, Maine, var en amerikansk politiker (demokrat-republikan). Han var Maines guvernör 1820–1821.
King var ledamot av Massachusetts senat 1807–1811 och gjorde karriär som affärsman inom fastighets- och skeppsbyggnadsindustrierna.
King vann det första guvernörsvalet i Maine med över 95 procent av rösterna. År 1821 efterträddes han i guvernörsämbetet av William D. Williamson. King avled 1852 och gravsattes i Bath.